# Peter II van Oldenburg
Nicolaas Frederik Peter (Oldenburg, 8 juli 1827 — Rastede, 13 juni 1900), geldend als Peter II maar meestal bij zijn volledige drie namen genoemd, was van 1853 tot 1900 groothertog van Oldenburg.
Hij werd geboren als oudste zoon van groothertog August van Oldenburg en Ida van Anhalt-Bernburg-Schaumburg-Hoym en volgde zijn vader na diens dood in 1853 op. Hij sloot zich in 1854 bij de Zollverein aan. Nadat zijn verwant tsaar Alexander II alle erfelijke rechten van het Huis Gottorp op hem had overgedragen maakte hij in 1864 aanspraak op Sleeswijk en Holstein (zie ook: Sleeswijk-Holsteinse kwestie). In 1866 deed hij hiervan afstand ten gunste van Pruisen, in ruil voor het Holsteinse Ahrensbök en een miljoen thaler. Hij streed in datzelfde jaar aan Pruisische zijde mee in de Oostenrijks-Pruisische Oorlog en sloot zich aan bij de Noord-Duitse Bond. In 1871 nam hij deel aan het Duitse Keizerrijk.
Hij was sinds 10 februari 1852 gehuwd met Elisabeth van Saksen-Altenburg, dochter van hertog Jozef van Saksen-Altenburg, die hem twee zoons schonk:
- Frederik August (Oldenburg, 16 november 1852 – aldaar, 24 februari 1931)
- George Lodewijk (Slot Rastede, 27 juni 1855 – Eutin, 30 november 1939)

Hij werd na zijn dood in 1900 opgevolgd door zijn oudste zoon Frederik August.